# Норт-Огаста (Южная Каролина)
Норт-Огаста (англ. North Augusta) — город в округах Эйкен и Эджфилд в штате Южная Каролина в Соединённых Штатах Америки.
Согласно результатам переписи населения США, проведённой в 2020 году, число жителей города составляло 24 379 человек, что, для такого небольшого населённого пункта, существенно больше (+ 14,2%), чем было во время предыдущей переписи прошедшей в 2010 году (21 348 человек).

## История
Город Норт-Огаста был зарегистрирован в 1906 году и вырос близ Гамбурга — городка существовавшего до Гражданской войны в США, а ныне ставшего городом-призраком. Первоначальная площадь территории составляла около 772 акров (около 320 гектаров). Джеймс У. Джексон был главным вдохновителем города: он несколько раз ездил в Нью-Йорк за финансовой поддержкой для строительства нового сообщества.
В начале XX века Норт-Огаста была популярным местом отдыха среди северян. Её востребованнось была обусловлена наличием железнодорожной сети, благоприятным климатом и девственной природой. В середине XX века население города увеличилось почти в четыре раза благодаря строительству к югу от города «Саванна-Ривер» — предприятия, занимающегося хранением, дезактивацией и переработкой радиоактивных отходов, которое дало множество рабочих мест. В этот период площадь Северной Огасты увеличилась с 772 акров до 5139 акров.
Близ города находится деревня Мёрфи, в которой проживают около 2500 так называемых «Ирландских путешественников» — это самое крупное их поселение в Соединённых Штатах.
Исторический центр города, а также несколько отдельных архитектурных памятников Норт-Огасты были внесены в Национальный реестр исторических мест США.

## География
В соответствии с данными указанными на сайте центрального статистического органа страны — Бюро переписи населения США, общая площадь города составляет 20,5 квадратных мили (53,1 км²), из которых 20 квадратных миль (51,9 км²) занимает суша, а 0,46 квадратных мили (1,2 км² или 2,25%) приходится на водную поверхность.